# Lista de músculos do corpo humano
Esta é uma lista de músculos da anatomia humana. Existem aproximadamente 650 músculos esqueléticos em um ser humano. Entretanto, o número exato é difícil de ser determinado porque as diferentes fontes (livros conceituados) agrupam os músculos de maneira diferente.

## Músculos dacabeça
- músculo masseter
- músculo temporal
- músculo pterigóideo medial
- músculo pterigóideo lateral
- músculo occipital
- músculo frontal
- músculo temporoparietal
- músculo prócero
- músculo abaixador dos supercílios
- músculo orbicular do olho
- músculo corrugador do supercílio
- músculo nasal
- músculo orbicular da boca
- músculo bucinador
- músculo levantador do lábio superior e asa do nariz
- músculo levantador do lábio superior
- músculo zigomático maior
- músculo zigomático menor
- músculo levantador do ângulo da boca
- músculo risório
- músculo abaixador do ângulo da boca
- músculo abaixador do lábio inferior
- músculo mentual
- músculo platisma
- músculo auricular anterior
- músculo auricular posterior

## Músculos dotronco
- músculo diafragma
- músculo transverso abdominal
- músculo reto abdominal
- músculo oblíquo externo abdominal
- músculo oblíquo interno abdominal
- músculo triangular do esterno
- músculo quadrado lombar

## Músculos docíngulodo membro superior (cíngulo peitoral oucintura escapular)
- músculo trapézio
- músculo rombóide menor
- músculo rombóide maior
- músculo levantador da escápula
- músculo peitoral menor
- músculo subclávio
- músculo serrátil anterior

## Músculos domembro superior
- músculo peitoral maior
- músculo deltóide
- músculo latíssimo do dorso
- músculo redondo maior
- músculo supraespinhal
- músculo infraespinhal
- músculo redondo menor
- músculo subescapular
- músculo coracobraquial
- músculo bíceps braquial
- músculo braquial
- músculo braquiorradial
- músculo tríceps braquial
- músculo ancôneo
- músculo pronador redondo
- músculo pronador quadrado
- músculo supinador
- músculo flexor radial do carpo
- músculo flexor ulnar do carpo
- músculo palmar longo
- músculo extensor radial longo do carpo
- músculo extensor radial curto do carpo
- músculo extensor ulnar do carpo
- músculo flexor superficial dos dedos
- músculo flexor profundo dos dedos
- músculo extensor dos dedos
- músculo extensor do indicador
- músculo extensor do dedo mínimo
- músculos lumbricais da mão
- músculos interósseos palmares
- músculos interósseos dorsais
- músculo flexor longo do polegar
- músculo extensor longo do polegar
- músculo extensor curto do polegar
- músculo abdutor longo do polegar
- músculo adutor do polegar
- músculo oponente do polegar
- músculo flexor curto do polegar
- músculo abdutor curto do polegar
- músculo abdutor do dedo mínimo
- músculo oponente do dedo mínimo da mão

## Músculos do assoalhopélvico
- músculo levantador do ânus
- músculo transverso profundo do períneo
- músculo esfíncter externo do ânus
- músculo bulboesponjoso
- músculo isquiocavernoso
- músculo transverso superficial do períneo

## Músculos domembro inferior
- músculo glúteo máximo
- músculo glúteo médio
- músculo glúteo mínimo
- músculo tensor da fáscia lata
- músculo piriforme
- músculo obturador interno
- músculo obturador externo
- músculo gêmeo superior
- músculo gêmeo inferior
- músculo quadrado femoral
- músculo iliopsoas
- músculo pectíneo
- músculo adutor longo
- músculo adutor curto
- músculo adutor magno
- músculo grácil
- músculo sartório
- músculo reto femoral
- músculo vasto medial
- músculo vasto lateral
- músculo vasto intermédio
- músculo bíceps femoral
- músculo semitendíneo
- músculo semimembranáceo
- músculo poplíteo
- músculo tibial anterior
- músculo extensor longo do hálux
- músculo extensor longo dos dedos
- músculo fibular longo
- músculo fibular curto
- músculo gastrocnêmio
- músculo sóleo
- músculo plantar
- músculo tibial posterior
- músculo flexor longo dos dedos
- músculo flexor longo do hálux
- músculo extensor curto do hálux
- músculo extensor curto dos dedos
- músculo abdutor do hálux
- músculo flexor curto do hálux
- músculo adutor do hálux
- músculo abdutor do dedo mínimo
- músculo oponente do dedo mínimo do pé
- músculo flexor curto dos dedos
- musculo quadrado plantar
- músculos lumbricais do pé
- músculos interósseos do pé